# Weltmeisterschaften im Modernen Fünfkampf 1978
1978 fanden die Weltmeisterschaften im Modernen Fünfkampf in Jönköping, Schweden, statt.

## Herren

### Einzel
| Platz | Land               | Sportler             |
| ----- | ------------------ | -------------------- |
| 1     | Sowjetunion        | Pawel Lednjow        |
| 2     | Polen              | Janusz Pyciak-Peciak |
| 3     | Vereinigte Staaten | Neil Glenesk         |

### Mannschaft
| Platz | Land           | Sportler                                                 |
| ----- | -------------- | -------------------------------------------------------- |
| 1     | Polen          | Janusz Pyciak-Peciak Slawomir Rotkiewicz Zbigniew Pacelt |
| 2     | BR Deutschland | Norbert Kühn Gerhard Werner Axel Stamann                 |
| 3     | Sowjetunion    | Pawel Lednjow Oleg Bulgakow Alexander Tarew              |

## Medaillenspiegel
| Platz | Land               | Goldmedaille | Silbermedaille | Bronzemedaille |
| 1     | Polen              | 1            | 1              | –              |
| 2     | Sowjetunion        | 1            | –              | 1              |
| 3     | BR Deutschland     | –            | 1              | –              |
| 4     | Vereinigte Staaten | –            | –              | 1              |